# The Bends
The Bends là album phòng thu thứ hai của ban nhạc alternative rock của Anh, Radiohead, phát hành vào 13 tháng 3 năm 1995 bởi hãng Parlophone. The Bends được sản xuất bởi John Leckie tại studio của hãng EMI tại London, được điều chỉnh lại bởi Nigel Godrich, người mà sẽ sản xuất các album sau này của ban nhạc. Mang 5 single lên được bảng xếp hạng, album này cũng đánh dấu sự chuyển đồi về phong cách và chủ đề âm nhạc của ban nhạc, với việc sử dụng keyboards nhiều hơn, và nhiều bản guitars nặng hơn. Phong cách có ảnh hưởng grunge lúc đầu của Pablo Honey chuyển hóa thành 1 phong cách rock với nhiều tầng lớp âm thanh, lời bài hát ẩn dụ và nhiều ý tưởng lớn hơn, khi nhóm trưởng Thom Yorke phản ứng với sự khắc nghiệt của viêc đi tour liên tiếp. "Street Spirit (Fade Out)", single cuối và bài hát cuối trong album, trở thành single top 5 tại nước Anh đầu tiên của họ.
Album này đã nổi tiếng hơn gấp nhiều lần album trước, Pablo Honey (1993), nhân được nhiều sự đánh giá và phê bình tốt, và lên đến hạng 4 trên bảng xếp hạng album của nước Anh. Nhưng, không thể nổi tiếng hơn từ sự thành công của single "Creep" ở ngoài nước Anh, và hạng cao nhất của nó tại Mĩ là hạng thứ 88. Dù nó thiếu sự thành công ở thị trường như album sau của Radiohead, The Bends đã đạt được chứng nhân bán 3 lần bạch kim tại Anh và Canada and và bán số lượng thuộc bạch kim tai Mĩ và các nước châu Âu. Từ năm nó mắt, album đã thường xuyên xuất hiện trên các xếp hạng do người nghe bình chọn và các danh sách rock đương đại hay nhất của các nhà phê bình.

## Bối cảnh
Vào lúc Radiohead bắt đầu tour tại Mĩ đầu tiên vào 1993, single "Creep" của họ đã được chiếu rất nhiều lần trên kênh MTV vào bảng xếp hạng tại Anh và Mĩ ở vị trí 10 bài xếp hạng cao nhất khi được phát hành lại vào năm 1993. Âm thanh grunge của album Pablo Honey (1993) khiến họ bị gọi gọi là 1 ban nhạc bắt chước "Nirvana", và không single nào trong album như "Stop Whispering" và "Anyone Can Play Guitar" đạt được đến sự nổi tiếng của "Creep".
Radiohead đã suýt tan vỡ bởi vì căng thẳng về sư nổi tiếng bất ngờ lúc đi tour đến năm thứ 2. Ban nhạc mô tả chuyến tour diễn là 1 trải nghiêm kinh dị, vì đến cuối tour họ vẫn "biểu diễn bài hát mà họ đã ghi âm từ cả hai năm trước... cứ như đang trở về quá khứ." Lúc đó rất căng thẳng, vì họ cảm thấy như nghẹt thở bởi sự nổi tiếng của "Creep" và sự mọng chờ 1 album mới hay hơn. Ban nhạc đã thay đổi không khí, đi tour tại Australia và châu Á để giảm áp lực. Nhưng, lại gặp lại sự danh tiếng của họ, Yorke trở nên chán vì "ở ngay phong cách sống thoải mái, ăn chơi như MTV", anh thấy như đang giúp bán thế giới. EP "My Iron Lung", mang single cùng tên, là phản ứng của ban nhạc, đánh đấu sự chuyển hóa âm nhạc và họ nhắm đến 1 album thứ hai. Album này được dành cho nghệ sĩ hài Bill Hicks.

## Quá trình sản xuất và ghi âm
Dầu năm 1994, Radiohead bắt đầu sáng tác các bản nhạc cho The Bends. Họ đã được cổ đọng bởi chất liệu nhạc và nhà sản xuất mà họ chọn, John Leckie, người mà đã đồng ý làm việc với họ ở album này. Các buổi ghi âm được bắt đầu Studio RAK tại London vào tháng 1; nhưng, 1 ban nhạc cùng ở Oxford tên là Ride đã xin Leckie thực hiện vài công tác nhanh vài công tác cuối cùng cho album tên Carnival of Light. Radiohead đồng ý hoãn thời gian ghi âm đến 24 tháng 2 để thích nghi với Leckie. Ban nhạc dung thời gian rãnh rỗi để tập luyện lại các bài hát, nhưng càng về sau thì càng chán nản đối với họ. Yorke phản ánh, "Chúng tôi có 1 đống bản nhạc và chúng tôi rất thích chúng, nhưng rồi … chúng tôi biết chúng quá rõ, rồi chúng tôi đại khái là phải trở nên thích chúng lại trước khi ghi âm, và đó là 1 điều lạ"
Ban nhạc cảm thấy hay tháng ghi âm đầu rất khó. Trong khi họ hài lòng với Leckie và kĩ sư nhạc Nigel Godrich, họ cảm thấy áp lực về việc nối tiếp thành công của Pablo Honey. Hãng đĩa của họ, EMI, đặt ngày ra mắt album mới là tháng 10 năm 1994, và là 1 điều không tưởng. EMI còn gơi ý rằng ban nhạc nên ghi âm single đầu trước, không ai đồng ý được single đầu là gì, vậy họ quyết định ghi âm 4 đề cử single: "Sulk", "The Bends", "Just", "Nice Dreams". Việc đó đã không hiệu quả; Leckie cói lại về việc đó: "Ai cũng vò đầu bức tóc […] Chúng tối đã cố quá". Quá trình ghi âm chậm lại khi tay guitar chính Jonny Greenwood thử nghiệm với một số cây guitar và ampli mướn để tìm ra "1 âm thanh thật đặc biệt" cho nhạc cụ của anh, dù cho Leckie tin rằng anh đã có nó.

## Âm nhạc
Theo ban nhạc thì, The Bends đánh dấu sự bắt đầu hướng về âm nhạc được viết bởi Yorke từ nỗi buồn chán riêng tư và lời bài hát mang tính giải đố hơn với chủ đề toàn cầu mà chiếm đa phần trong album sau, OK Computer. Lời bài hát trên album The Bends và nói riêng là bài hát "My Iron Lung", là 1 chứng minh cho bệnh trầm cảm của Yorke theo giới âm nhạc Anh. Tạp chí Melody Maker còn nói là anh có thể là người tiếp theo "hi sinh" vì rock hay nói rõ ra là tự sát.

## Phê bình
The Bends nhận được nhiều hơn Pablo Honey, xuất hiện trên nhiều danh sách cuối năm 1995. Bên trong nước Anh, album đã giữ vững vị trí của Radiohead trong phòng trào rock Anh. Album được ra mắt ở ngay đỉnh cao của phong trào Britpop, nhưng không được xếp chung với các ban nhạc lớn trong phong trào như Blur, Pulp và Oasis; nhưng lại được khen ngợi vì sự độc nhất của âm nhạc của họ so với phong trào.
Album từng được khen ngợi là một trong số những album mà đã thay đổi âm nhạc của Anh và đã ảnh hường nhiều nghệ sĩ và ban nhạc sau này.

## Các bản nhạc

### The Bends (1995)
Tất cả bản nhạc đều được viết bởi Radiohead.
| STT | Nhan đề                      | Thời lượng |
| --- | ---------------------------- | ---------- |
| 1.  | "Planet Telex"               | 4:19       |
| 2.  | "The Bends"                  | 4:06       |
| 3.  | "High and Dry"               | 4:17       |
| 4.  | "Fake Plastic Trees"         | 4:50       |
| 5.  | "Bones"                      | 3:09       |
| 6.  | "(Nice Dream)"               | 3:53       |
| 7.  | "Just"                       | 3:54       |
| 8.  | "My Iron Lung"               | 4:36       |
| 9.  | "Bullet Proof..I Wish I Was" | 3:28       |
| 10. | "Black Star"                 | 4:07       |
| 11. | "Sulk"                       | 3:42       |
| 12. | "Street Spirit (Fade Out)"   | 4:12       |

### The Bends Collector's Edition (2009)
Đĩa 2 của bản Collector's edition gồm các bản B-side từ các single của album, với các ban nhạc ở EP Just (For College) và 1 buổi biểu tại studio của BBC:
| STT | Nhan đề                                                                        | Thời lượng |
| --- | ------------------------------------------------------------------------------ | ---------- |
| 1.  | "The Trickster"                                                                | 4:42       |
| 2.  | "Punchdrunk Lovesick Singalong"                                                | 4:41       |
| 3.  | "Lozenge of Love"                                                              | 2:16       |
| 4.  | "Lewis (Mistreated)"                                                           | 3:20       |
| 5.  | "Permanent Daylight"                                                           | 2:49       |
| 6.  | "You Never Wash Up After Yourself"                                             | 1:45       |
| 7.  | "Maquiladora"                                                                  | 3:27       |
| 8.  | "Killer Cars"                                                                  | 3:04       |
| 9.  | "India Rubber"                                                                 | 3:26       |
| 10. | "How Can You Be Sure?"                                                         | 4:22       |
| 11. | "Fake Plastic Trees" (acoustic)"                                               | 4:42       |
| 12. | "Bullet Proof.. I Wish I Was (acoustic)"                                       | 3:35       |
| 13. | "Street Spirit (Fade Out) (acoustic)"                                          | 4:26       |
| 14. | "Talk Show Host"                                                               | 4:41       |
| 15. | "Bishop's Robes"                                                               | 3:25       |
| 16. | "Banana Co."                                                                   | 2:22       |
| 17. | "Molasses"                                                                     | 2:28       |
| 18. | "Just" (BBC Radio One Session - ngày 14 tháng 9 năm 1994)"                     | 3:46       |
| 19. | "Maquiladora" (BBC Radio One Session - ngày 14 tháng 9 năm 1994)"              | 3:30       |
| 20. | "Street Spirit (Fade Out)" (BBC Radio One Session - ngày 14 tháng 9 năm 1994)" | 4:22       |
| 21. | "Bones" (BBC Radio One Session - ngày 14 tháng 9 năm 1994)"                    | 3:03       |

### Just (For College) EP (1995)
Đĩa CD đã được ra mắt ta các đài radio của các trường đại học tại Mĩ và Anh vào 1995 và gồm các bản B-Side hiếm chỉ có trên EP này và trên bản Collector's Edition của album.
| STT | Nhan đề                                                           | Thời lượng |
| --- | ----------------------------------------------------------------- | ---------- |
| 1.  | "India Rubber"                                                    | 3:25       |
| 2.  | "Maquilladora"                                                    | 3:25       |
| 3.  | "How Can You Be Sure"                                             | 4:20       |
| 4.  | "Just (Live at The Forum, in London on ngày 24 tháng 3 năm 1995)" | 3:47       |

## Danh sách công việc
| - Thom Yorke – hát chính, guitar, piano, soạn nhạc cho đàn dây - Jonny Greenwood – guitar, organ, keyboards, piano, máy ghi âm, soạn nhạc cho đàn dây - Colin Greenwood – bass guitar - Ed O'Brien – guitar, hát phụ - Phil Selway – trống, bộ gõ - Caroline Lavelle – cello - John Matthias – violin, viola - Nigel Godrich – sản xuất, điều chỉnh | - Chris Blair – hòa âm - Chris Brown – điều chỉnh - Stanley Donwood – đồ họa - Paul Q. Kolderie – mix - John Leckie – sản xuất, điều chỉnh, mix - Guy Massey – điều chỉnh(phụ trợ) - Sean Slade – mix - Jim Warren – sản xuất, điều chỉnh |

## Các bảng xếp hạng
| Xếp hạng (1995)                        | Hạng cao nhất |
| -------------------------------------- | ------------- |
| Australian ARIA Charts                 | 23            |
| Austrian Albums Chart                  | 37            |
| German Albums Chart                    | 73            |
| Swedish Albums Chart                   | 26            |
| Chart (1996)                           | hạng cao nhất |
| Belgian (Flanders) Ultratop 50 Albums  | 8             |
| Belgian (Wallonian) Ultratop 50 Albums | 26            |
| Netherlands Mega Album Top 100         | 20            |
| New Zealand Albums Chart               | 8             |
| UK Albums Chart                        | 4             |
| US Billboard 200                       | 88            |
| Canadian Albums Chart                  | 21            |